# Chrissie Hynde
Christine Ellen Hynde, conocida como Chrissie Hynde (Akron, Ohio, 7 de septiembre de 1951), es una cantante, guitarrista, compositora de rock y activista estadounidense, fundadora, vocalista, compositora y único miembro en activo del grupo anglo-estadounidense de new wave The Pretenders. Tuvo un cameo en la serie Friends como Stephanie en el capítulo 6 de la temporada 2, “El del bebé en el autobús”, interpretando su canción "Angel of the Morning".

## Biografía

### Inicios
La ciudad de Akron, Ohio, es la sede, entre otras, de las firmas Goodyear y Firestone. Hynde estudió en el instituto de esta última, y reconocía que:

I was never too interested in high school. I mean, I never went to a dance, I never went out on a date, I never went steady.  It became pretty awful for me. Except, of course, I could go see bands, and that was the kick.  I used to go to Cleveland just to see any band. So I was in love a lot of the time, but mostly with guys in bands that I had never met.  For me, knowing that Brian Jones was out there, and later that Iggy Pop was out there, made it kind of hard for me to get too interested in the guys that were around me. I had, uh, bigger things in mind.
Nunca me interesó mucho la escuela. Vamos, que nunca fui a un baile, nunca tuve una cita, ni tuve ninguna relación. Se convirtió en algo bastante horrible para mí. Excepto, por supuesto, que podía ir a ver a los grupos, y eso era un puntazo. Iba a Cleveland para ver a cualquier banda. Así que estaba casi siempre enamorada, pero la mayoría de las veces de chicos de grupos y a los que jamás conocí. Para mí, saber que Brian Jones había estado allí, y después Iggy Pop había estado allí, hizo que me costara interesarme en los chicos que estaban a mi alrededor. Tenía... cosas más importantes en mente.

Junto con la música, Hynde tenía una segunda obsesión: cuando a los doce años, en la escuela le pidieron redactar un poema basado en su palabra favorita, la escogida fue Inglaterra, lugar de origen de sus héroes de adolescencia (Beatles, Kinks, Rolling Stones, Jeff Beck).
Estudió Bellas Artes en la Universidad de Kent. Experimentó con la contracultura, el hippismo, las drogas, el vegetarianismo y la mística oriental. Entra a formar parte de una banda (donde coincide con Mark Mothersbaugh, también de Akron y luego en Devo), y fue testigo en 1970 de la masacre perpetrada allí (conocía a Jeffrey Miller, una de las víctimas). Tras acabar sus estudios alternó diversos trabajos, entre ellos el de camarera, para sobrevivir y costearse el viaje a Inglaterra.

### Vida en Inglaterra
En 1973 consiguió trasladarse a Londres, donde trabajó en estudio de arquitectura por ocho meses. Es entonces cuando conoció al crítico británico de rock Nick Kent con el que inició una relación. Este le ofreció un puesto de redacción en el semanario musical New Musical Express (NME), donde trabajó brevemente. Hynde terminó por ser dependienta en la entonces desconocida boutique SEX —propiedad de Malcolm McLaren y Vivienne Westwood, desde donde saltarían más tarde a la fama mundial Sex Pistols y la estética punk británica—, tras lo cual fue despedida tras protagonizar un altercado con un cliente. Desde allí se trasladó a Francia, donde trató sin éxito de reunir una banda, para regresar a Cleveland en 1975 y de nuevo a Francia en 1976, repitiendo el infructuoso intento de formar un grupo.

### Escena punk
Regresó entonces a Londres, en pleno inicio del estallido del movimiento punk. A finales de 1976, Hynde contestó al clásico anuncio en la revista Melody Maker donde se reclutan músicos para un grupo, y participó en una audición para quienes luego serían los integrantes de 999. Jon Moss (Culture Club), o Tony James (Generation X) pasaron también por esas audiciones. Comenzó entonces a entablar relación con los miembros de Sex Pistols y el Bromley Contingent, grupo de seguidores de la banda (en una entrevista a principios de los 90 declaró que estuvo a punto de convertirse en la "Señora de Sid vicius", antes de la relación de este con Nancy Spungen, y se especula con que su propósito fuese conseguir la nacionalidad británica).
Los intentos de Hynde por entrar a formar parte de una banda se suceden: primero, junto a Mick Jones (más tarde en The Clash); luego, con Masters of the Backside (donde Malcolm McLaren le buscó un puesto como guitarrista, pero los futuros miembros de The Damned le pidieron que abandonara el grupo); y más tarde, con la banda de Johnny Moped. Mick Jones la invitó a acompañar a The Clash durante su primera gira por Gran Bretaña. De aquella época, Hynde recuerda:

It was great, but my heart was breaking. I wanted to be in a band so bad. And to go to all the gigs, to see it so close up, to be living in it and not to have a band was devastating to me. When I left, I said, 'Thanks a lot for lettin' me come along,' and I went back and went weeping on the underground throughout London. All the people I knew in town, they were all in bands. And there I was, like the real loser, you know? Really the loser.
Fue estupendo, pero se me rompía el corazón. Deseaba tanto estar en una banda... E ir a todos los conciertos, verlo tan de cerca, vivir en ello y no tener un grupo era devastador para mí. Cuando me fui, le dije: "muchísimas gracias por dejarme venir", y me volví y me crucé llorando todo Londres en el metro. Todos aquellos a los que conocía en la ciudad estaban en algún grupo. Y allí estaba yo, como la auténtica perdedora, ¿sabes?; realmente la perdedora

En un último y breve intento se incorpora a The Moors Murderers en 1978, con Steve Strange (futuro Visage) como cantante, Vince Ely en la batería, y Mark Ryan y Chrissie Hynde como guitarristas. El nombre del grupo, en honor a Ian Brady y Myra Hindley, una pareja de asesinos de niños, bastó para generar polémica y que Hynde se distanciara de él, tal y como explicó en el NME:

I'm not in the group, I only rehearsed with them. Steve Strange and Soo Catwoman had the idea for the group, and asked me to help them out on guitar, which I did, even though I was getting my own group together and still am.
No estoy en el grupo, sólo ensayo con ellos. Steve Strange y Soo Catwoman tuvieron la idea del grupo, y me pidieron que les ayudara con la guitarra, cosa que hice, aunque yo estuviera formando mi propio grupo y lo esté haciendo aún

### The Pretenders (1978-Actualidad)
Finalmente, una de las maquetas grabadas por Hynde llega a manos de Dave Hill, propietario de la discográfica Real Records. Hill comenzó a intervenir en la dirección de su carrera musical, empezando por saldar el alquiler del local donde ensayaba la artista, y aconsejándole que se tomara el tiempo necesario para reunir una banda.
En la actualidad Hynde vive en Londres, aunque mantiene un apartamento en su ciudad natal.

## Vida privada

### Activismo
La cantante también es una reconocida feminista y defensora de los derechos de los animales. Es vegetariana y no se muestra a favor del uso de drogas recreativas como la marihuana: 

"Lo triste es que haya demanda para ellas. Si el mundo fuera perfecto probablemente no existirían los laboratorios que realizan drogas legales que hacen más mal que bien. Yo estoy a favor de legalizar la marihuana y no me importaría que los yonquis pudieran consumir de manera controlada si con ello se disminuye la criminalidad. 

Pero, con todo, las drogas es un tema que no me va y en el que no entro. Es como la carne: es legal, pero a mí comerla me parece negativo".

Chrissie Hynde es militante de PETA, una organización por los derechos de los animales, y es capaz de montar un escándalo como el que tuvo lugar tras la celebración del homenaje a Linda McCartney que ella misma organizó. "La fiesta posterior al concierto "-recuerda-" se hizo en un club clásico inglés, con reminiscencias del imperio. Todas las paredes estaban llenas de cabezas de animales disecados y unas patas de elefante servían como soporte a unas sombrillas. Dan Mathews y yo nos sentimos tan ofendidos que cogimos una de esas patas y nos dirigimos a un parque que había enfrente para darle un entierro digno y simbólico. La policía nos detuvo en la puerta y no pudimos proseguir".
Se opone a las corridas de toros (dice estar orgullosa de tocar en las plazas donde se celebran: "me gusta que se utilicen para conciertos en lugar de para otra cosa"), y también a los encierros tradicionales. A través de PETA envió una carta a la alcaldesa de Pamplona, Yolanda Barcina, exhortándola a suspender los que se celebran durante los Sanfermines y convocando en su lugar un "encierro humano" que se celebra desde 2003.
Sus prácticas animalistas encuentran cabida en el visnuismo, vertiente del hinduismo que venera a Visnú y que ella practica abiertamente. Otro importante músico visnuísta era el guitarrista de The Beatles y solista George Harrison.

### Familia
Hynde fue pareja del músico y compositor Ray Davies, cofundador del grupo The Kinks, confesando en la prensa británica que era su mayor ídolo musical y una fuerte inspiración para su carrera. Su relación con Davies duró de 1980 a 1984, aunque se siguen manteniendo en contacto, llevando una buena relación de amigos y colegas. Con él tuvo a su primera hija, Natalie Rae Davies Hynde.
En ese mismo año, el 5 de mayo de 1984 contrajo nupcias por primera vez con el músico británico Jim Kerr, del grupo Simple Minds. Ambos se conocieron en colaboraciones musicales, y tuvieron Yasmine Kerr Hynde, segunda hija de Hynde. La pareja se divorció en 1990.
Se casó con el escultor colombiano Lucho Brieva, durando el matrimonio de 1997 a 2002.

## Discografía

### The Pretenders
- 1980: Pretenders
- 1981: Pretenders II
- 1984: Learning to Crawl
- 1986: Get Close
- 1990: Packed!
- 1994: Last of the Independents
- 1995: The Isle Of View
- 1999: Viva el Amor
- 2002: Loose Screw
- 2009: Break Up the Concrete
- 2016: Alone
- 2020: Hate for Sale
- 2023: Relentless
- 2025: Kick 'em Where It Hurts

### JP, Chrissie and The Fairground Boys
- 2010: Fidelity!

### Solista
- 2014: Stockholm
- 2019: Valve Bone Woe
- 2021: Standing in the Doorway: Chrissie Hynde Sings Bob Dylan